# 服部保正
服部 保正（はっとり やすまさ）は、安土桃山時代から江戸時代初期の武将。通称は服部中。服部中家の祖。徳川氏に仕えて伊賀者を預かった。

## 生涯
天正4年（1576年）初めて出仕して徳川家康の側衆となる。のち使番となり、天正12年（1584年）小牧・長久手の戦いでは家康の眼前で敵の首級を挙げる武功を立てた。父保次は天正15年（1587年）に死去し、家督を相続。関東移封後は下総国葛飾郡に500石を与えられた。慶長5年（1600年）関ヶ原の戦いでは徳川秀忠の軍に属して上田合戦に従軍。慶長7年（1602年）上総国夷隅郡に1550石を与えられ、後に常陸笠間城将となる。
慶長13年（1608年）慶長宗論では、流罪となった日蓮宗僧を駿府町奉行まで送還している。また関東諸国の巡見を命じられ、慶長16年（1611年）北関東の諸国に賊徒が蜂起すると、久永重勝・細井勝久らとともにその対応を任せ、山林に分け入って数十人を討ち取るなどその掃討に貢献した。その後は上野新田の大光院建立の普請奉行を命じられたが、慶長19年（1614年）大坂の陣が起こると、普請を中断して大坂へと従軍した。慶長20年（1615年）大坂夏の陣にも従ったが、この時に長男の保光を天王寺口の戦いで失っている。翌元和2年（1616年）に没し、家督は次男の保俊が継いだ。
服部中家の屋敷は四谷仲町（現若葉一丁目）にあり、一帯は菩提寺の湖雲寺や配下の伊賀者の屋敷が立ち並んだ。この町名は保正ら代々の服部中にちなむ。